# Ямакаївська сільська рада
Ямака́ївська сільська рада (рос. Ямакаевский сельский совет) — муніципальне утворення у складі Благоварського району Башкортостану, Росія. Адміністративний центр — село Ямакай.

## Населення
Населення — 542 особи (2019, 632 у 2010, 536 у 2002).

## Склад
До складу поселення входять такі населені пункти:
| Населений пункт    | Населення, осіб (2002) | Населення, осіб (2010) |
| ------------------ | ---------------------- | ---------------------- |
| Барсуан, присілок  | 135                    | 146                    |
| Баштерма, присілок | 13                     | 17                     |
| Бік-Усак, присілок | 32                     | 34                     |
| Слакбаш, присілок  | 34                     | 42                     |
| Троїцьк, присілок  | 130                    | 161                    |
| Ямакай, село       | 192                    | 232                    |